# 다카토리촌 (오카야마현)
다카토리촌(高取村)은 오카야마현 가쓰타군에 있던 촌이다. 현재의 쇼오정에 해당한다.